# Масумян, Белла Амовна
Белла Амовна Масумян (15 сентября 1937, Павлоград — 8 декабря 2020, Минск) — советская и белорусская актриса. Заслуженная артистка Белорусской ССР (1968). Народная артистка Беларуси (1995).

## Биография
Родилась в 1937 году в Павлограде, Днепропетровская область, Украинская ССР, в семье военного лётчика-испытателя, в войну штурмана 387-го авиаполка 284-й авиадивизии ночных бомбардировщиков Амо Тиграновича Масумяна (1912—1985) и Марианы Викторовны Соколовской (1915 −2012).
В 1961 году окончила Белорусский театрально-художественный институт по специальности «актёр драматического театра и кино» (курс Д. А. Орлова).
С 1961 — актриса минского Государственного русского драматического театра Белорусской ССР имени М. Горького, в котором служила почти 60 лет.
На театральной сцене исполнила более 100 ролей. В кино, если не считаль фильмов-спектаклей, снялась лишь однажды — в 1963 году исполнив главную роль в новелле киноальманаха «Четверо в одной шкуре» снятой на киностудии «Арменфильм».
В 1968 году присвоено звание Заслуженная артистка Белорусской ССР, в 1995 году удостоена звания Народная артистка Беларуси.
Кроме того была отмечена рядом театральных наград, за заслуги в области культуры в 2007 году награждена медалью Франциска Скорины, в 2011 году медалю Союзного государства «За сотрудничество», однако, сама актриса «самой ценной и значимой наградой» считала статью её учителя Д. А. Орлова «Горжусь ученицей» о её исполнении роли Вари Харламовой в спектакле по роману «Поднятая целина»:

…Я хорошо помню мою ученицу Беллу Масумян ещё по её робким шагам на институтской сцене и внимательно слежу за её творческой судьбой. А судьба актрисы сложилась счастливо. … Стройная, гибкая, с «глазами газели», она уже в учебных этюдах радовала нас своей собранностью и цепким сценическим вниманием, лёгкостью и непринуждённостью исполнения.— Д. А. Орлов: «Горжусь ученицей» // «Советская культура» от 21 марта 1964 года
Умерла в 2020 году в Минске, похоронена на Восточном кладбище.